# Heinrich von Heintze-Weißenrode

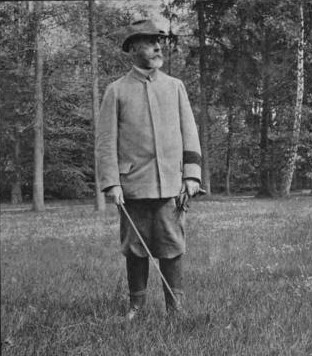
Heinrich von Heintze im Jagdrevier Letzlingen (1905)

Heinrich Ernst Freiherr von Heintze-Weißenrode (* 27. September 1834 in Schleswig; † 5. Oktober 1918 in Berlin) war ein deutscher Forst- und Hofbeamter sowie ab 1911 Mitglied des preußischen Herrenhauses.

## Leben
Heinrich von Heintze war der Sohn von Josias Friedrich Ernst von Heintze-Weissenrode und seiner Frau Elisabeth Cornelia Komtesse Reventlow (1804–1890) aus dem Haus Kaltenhof. Johann Adolph von Heintze war sein älterer Bruder. Er besuchte bis zum Abitur Michaelis 1854 das Katharineum zu Lübeck.
Ab dem Wintersemester 1855/56 studierte er als Civileleve Forstwirtschaft an der Forstlehranstalt in Eberswalde. Er trat 1858 in den preußischen Forstdienst ein und wurde zunächst Jagdjunker und Regierungs- und Forstreferendar bei der Königlich Preußischen Hofkammer. 1868 wurde er zum Oberförster ernannt.  

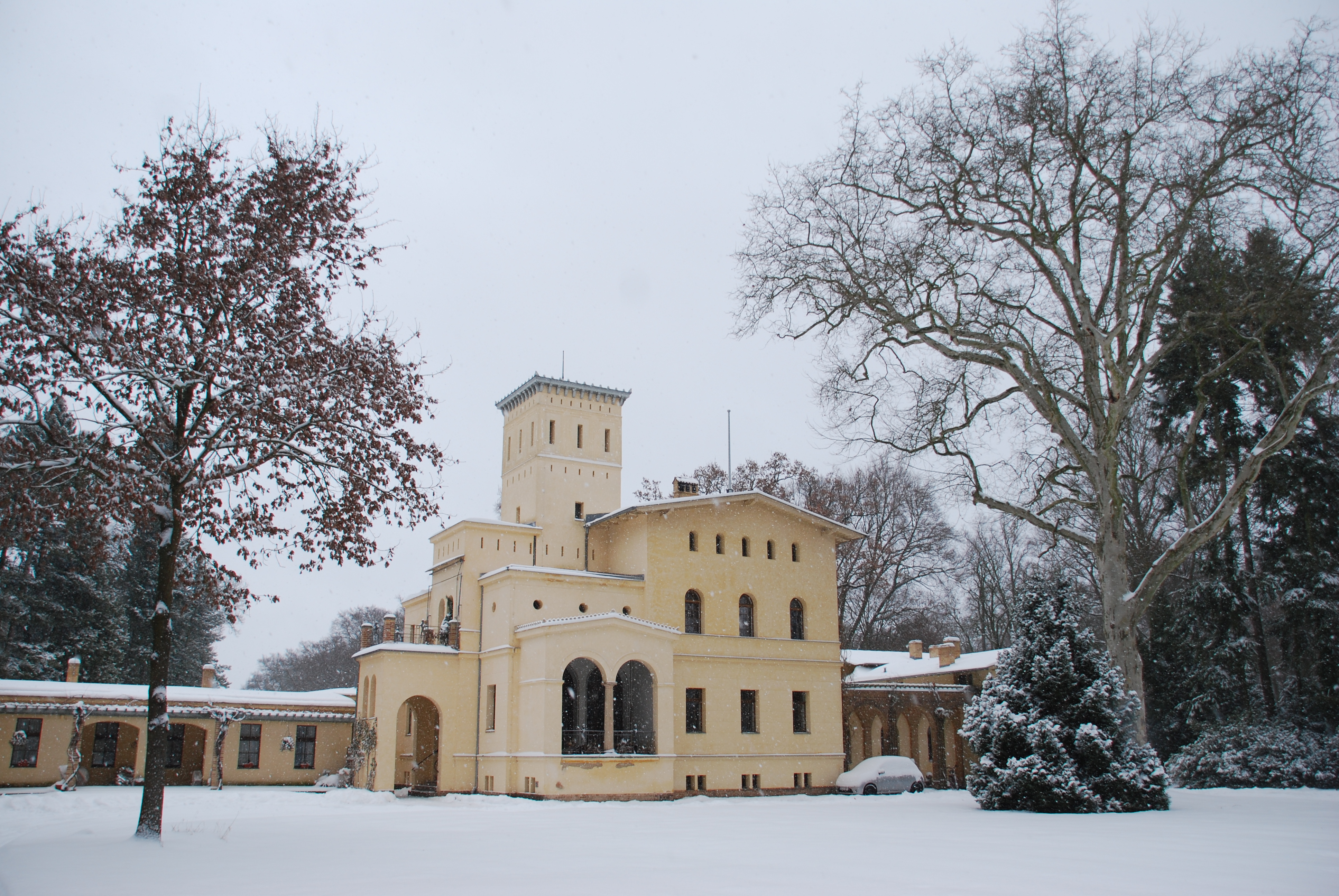
Fasanerie im Park von Schloss Charlottenhof

1880 erfolgte seine Berufung zum Hofjägermeister und 1886 zum Vize-Oberjägermeister. Er wurde Oberjägermeister vom Dienst und ab 16. Dezember 1892 als Nachfolger von Hans Heinrich XI. von Hochberg, Fürst von Pleß, Chef des Hof-Jagdamtes. Damit hatte er eine Oberhofcharge am preußischen Königshof bzw. deutschen Kaiserhof inne und war für die Kaiserjagden verantwortlich. Seine Dienstwohnung war die Fasanerie im Park von Schloss Charlottenhof.
Er initiierte 1894 die Deutsche Geweihausstellung, die dann jährlich stattfand, ab 1898 im Palais Borsig an der Ecke Voßstraße/Wilhelmstraße, und für alle Jäger Deutschlands zu einem Ereignis wurde.
1911 erhielt er „aus allerhöchstem Vertrauen“, durch persönliche Berufung durch Wilhelm II. als König von Preußen, einen Sitz im Preußischen Herrenhaus.
Seit dem 29. September 1868 war er verheiratet mit Josefine, geb. von Frankenberg und Proschlitz (1842–1903).

## Auszeichnungen

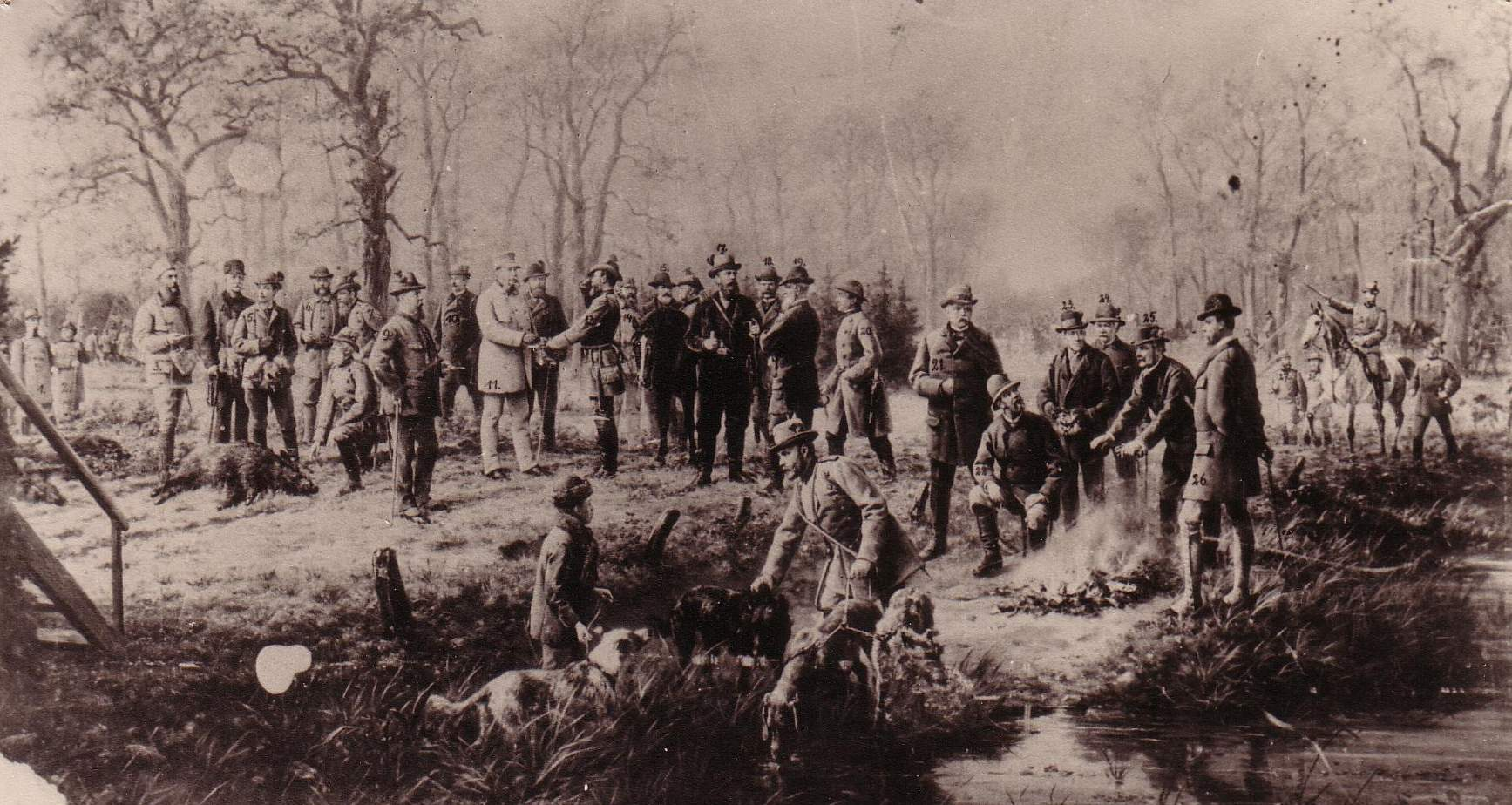
Hofjagd in Letzlingen um 1890

1908 war von Heintze Inhaber folgender Orden und Ehrenzeichen:
- Schwarzer Adlerorden am 1. August 1908 anlässlich seines 50. Dienstjubiläums[6]
- Großkreuz des Roten Adlerordens mit Eichenlaub
- Königlicher Kronen-Orden I. Klasse mit Schwertern
- Stern der Komture des Königlichen Hausordens von Hohenzollern
- Eisernes Kreuz am weißen Bande
- Rote Kreuz-Medaille (Preußen) II. Klasse
- Rechtsritter des Johanniterordens
- Ehrenkreuz I. Klasse des Fürstlichen Hausordens von Hohenzollern
- Kommandeur I. Klasse des Hausordens Albrechts des Bären
- Kommandeur II. Klasse des Ordens vom Zähringer Löwen
- Großkreuz des Verdienstordens vom Heiligen Michael
- Großkreuz des Hessischen Philippsordens
- Großherzoglich hessisches Militär-Sanitätskreuz
- Kommandeur des Ordens der Aufgehenden Sonne
- Großkreuz des Ordens der Krone von Italien
- Großoffizier des Ritterordens der hl. Mauritius und Lazarus
- Ehrenkreuz I. Klasse des Lippischen Hausordens
- Großkreuz mit der Krone in Gold des Hausordens der Wendischen Krone
- Großkreuz des Greifenordens
- Orden der Eisernen Krone I. Klasse
- Großkreuz des Franz-Joseph-Ordens
- Großkreuz des Christusordens
- Russischer Orden der Heiligen Anna I. Klasse mit Brillanten
- Großkreuz des Albrechts-Ordens
- Komtur mit Stern des Hausordens vom Weißen Falken
- Großkreuz des Herzoglich Sachsen-Ernestinischen Hausordens
- Ehrenkreuz von Schwarzburg I. Klasse
- Kommandeur des Großkreuzes des Nordsternordens
- Kommandeur I. Klasse des Wasaordens
- Olga-Orden